# Rage (film, 2009)
Pour les articles homonymes, voir Rage.
Pour plus de détails, voir Fiche technique et Distribution.
Rage est un film américano-britannique réalisé par Sally Potter, sorti en 2009.

## Synopsis
Un jeune blogueur réalise une série d'interviews, d'un mannequin célèbre jusqu'à un livreur de pizzas, à l'aide de son téléphone portable dans une maison de haute couture.

## Fiche technique
- Réalisation : Sally Potter
- Scénario : Sally Potter
- Photographie : Steven Fierberg
- Montage : Daniel Goddard
- Musique : Fred Frith et Sally Potter
- Sociétés de production : Adventure Pictures et Vox3 Films
- Pays de production :  Royaume-Uni,  États-Unis
- Langue originale : anglais
- Format : couleur - 1,85:1
- Genre : comédie dramatique
- Durée : 98 minutes
- Dates de sortie : 
  - Allemagne : 8 février 2009 (Berlinale)
  - Royaume-Uni : 18 septembre 2009
  - États-Unis : 21 septembre 2009 (sortie limitée)

## Distribution
- Jude Law : Minx
- Steve Buscemi : Frank
- Judi Dench : Mona Carvell
- John Leguizamo : Jed
- Dianne Wiest : Miss Roth
- Eddie Izzard : Tiny Diamonds
- Riz Ahmed : Vijay
- Bob Balaban : M. White
- Lily Cole : Lettuce Leaf
- Patrick J. Adams : Dwight Angel
- David Oyelowo : Homer
- Adriana Barraza : Anita
- Simon Abkarian : Merlin
- Jakob Cedergren : Otto

## Accueil
Le film a été sélectionné en compétition pour la Berlinale 2009. Il est ensuite sorti de façon limitée au Royaume-Uni et aux États-Unis.
Il obtient 20 % de critiques positives, avec une note moyenne de 4,5/10 et sur la base de 5 critiques collectées, sur le site Rotten Tomatoes.